# Ernst H. Albrecht
Ernst Helmut Albrecht (* 9. September 1906 in Leipzig; † 25. Oktober 1982 in Seeheim-Jugenheim) war ein deutscher Filmarchitekt mit langjähriger Karriere bei hochkarätigen Kino-Produktionen, zugleich einer der meistbeschäftigten Szenenbildner des heimischen Films.

## Leben und Wirken
Albrecht erlernte sein Handwerk ab 1925 unter anderem bei den Filmarchitekten Walter Reimann und Paul Leni; als Assistent war er zum Beispiel an der Entstehung von G. W. Pabsts Meisterwerk Die freudlose Gasse beteiligt. Von 1927 bis 1934 war er als Innenarchitekt beschäftigt.
An der Seite Erich Kettelhuts stieg Albrecht 1935 zum einfachen Filmarchitekten bei einem Fritsch/Harvey-Drama (Schwarze Rosen) auf. Ein großer Erfolg wurde im Jahr darauf das turbulente, schwungvolle Fritsch-Harvey-Lustspiel Glückskinder. Ab 1937 in alleiniger Verantwortung tätig, stattete er Spitzenproduktionen mit weiblichen UFA-Topstars wie Zarah Leander (Zu neuen Ufern, La Habanera) und Marika Rökk (Hallo Janine, Hab mich lieb) aus. Auch an drei 1938 in Berlin entstandenen französischen Filmen war Albrecht beteiligt.
Unmittelbar nach Kriegsende fand Ernst Albrecht in West-Berlin Anschluss an das Filmgeschehen mit dem ersten mit West-Lizenz gedrehten Streifen Sag die Wahrheit, musste sich bis zum krankheitsbedingten Ende seiner Laufbahn 1970 jedoch weitgehend mit zweitklassigen Aufgaben – Melodramen, Lustspiele, Heimat- und Kriegsfilme – zufriedengeben. Zuletzt wurde er mehrfach zu Serienproduktionen (Jerry Cotton-, St. Pauli- und Heintje-Filme) geholt, die sich beim Kinopublikum großer Beliebtheit erfreuten.

## Filmografie (Auswahl)
- 1935: Schwarze Rosen
- 1936: Schlußakkord
- 1936: Glückskinder
- 1937: Sieben Ohrfeigen
- 1937: Zu neuen Ufern
- 1937: Fanny Elßler
- 1937: La Habanera
- 1938: Herzdame (L’entraîneuse)
- 1938: Adrienne Lecouvreur
- 1939: Hallo Janine
- 1939: Alarm auf Station III
- 1939: Meine Tante – Deine Tante
- 1940: Die unvollkommene Liebe
- 1940: Zwischen Hamburg und Haiti
- 1940: Männerwirtschaft
- 1941/43: Nacht ohne Abschied
- 1942: Hab’ mich lieb!
- 1943: Zirkus Renz
- 1945: Am Abend nach der Oper
- 1945: Wir beide liebten Katharina (unvollendet)
- 1946: Sag’ die Wahrheit
- 1946: Zugvögel
- 1947: Herzkönig
- 1948: Beate
- 1948: Morgen ist alles besser
- 1949: Tromba
- 1949: Krach im Hinterhaus
- 1949: Nur eine Nacht
- 1950: 0 Uhr 15 Zimmer 9
- 1950: Sensation im Savoy
- 1950: Die Nacht ohne Sünde
- 1950: Falschmünzer am Werk
- 1950: Rausch einer Nacht
- 1951: Begierde
- 1951: Der letzte Schuß
- 1951: Der blaue Stern des Südens
- 1952: Ferien vom Ich
- 1952: Ehe für eine Nacht
- 1953: Sterne über Colombo
- 1954: Die Gefangene des Maharadscha
- 1954: Drei vom Varieté
- 1954: Geständnis unter vier Augen
- 1954: Frühlingslied
- 1955: Es geschah am 20. Juli
- 1955: Die Wirtin an der Lahn
- 1955: Die Fischerin vom Bodensee
- 1956: Ferien auf Immenhof
- 1956: Liane, das Mädchen aus dem Urwald
- 1957: Liane, die weiße Sklavin
- 1957: Schön ist die Welt
- 1958: Madeleine Tel. 13 62 11
- 1958: Liebe kann wie Gift sein
- 1958: Piefke, der Schrecken der Kompanie
- 1958: Ich werde dich auf Händen tragen
- 1959: Mandolinen und Mondschein
- 1959: Kriegsgericht
- 1959: La Paloma
- 1959: Unser Wunderland bei Nacht
- 1960: Bomben auf Monte Carlo
- 1960: Mein Mann, das Wirtschaftswunder
- 1961: Davon träumen alle Mädchen
- 1962: So toll wie anno dazumal
- 1963: Ferien wie noch nie
- 1963: Die weiße Spinne
- 1963: Es war mir ein Vergnügen
- 1963: Jack und Jenny
- 1963: Piccadilly null Uhr zwölf
- 1964: Das Wirtshaus von Dartmoor
- 1964: Die Todesstrahlen des Dr. Mabuse
- 1967: Dynamit in grüner Seide
- 1968: Der Tod im roten Jaguar
- 1968: Todesschüsse am Broadway
- 1969: Auf der Reeperbahn nachts um halb eins
- 1969: Heintje – Ein Herz geht auf Reisen
- 1970: Heintje – Einmal wird die Sonne wieder scheinen
- 1970: Das Stundenhotel von St. Pauli
- 1970: Heintje – Mein bester Freund
- 1970: Das kann doch unsren Willi nicht erschüttern